# Tempel van Hephaistos
De tempel van Hephaistos (ook wel Hephaisteion en – onjuist – Theseion genoemd) in Athene is een van de best bewaarde oud-Griekse tempels. Hij staat op het hoogste punt van de Kolonos Agoraios, de lage heuvel aan de westkant van de Agora van Athene. De tempel stamt uit de tweede helft van de 5e eeuw v.Chr. Op stilistische en archeologische gronden wordt de oprichting wel in 449-445 v.Chr. gedateerd.

## Toekenning aan Hephaistos
In de Middeleeuwen werd de tempel op grond van zijn metopen ten onrechte bestempeld als het heroön (heldenheiligdom) van Theseus waar Kimon ca. 475 v.Chr. de beenderen van Theseus bijzette die op Skyros waren teruggevonden. De tempel kan echter met zekerheid geïdentificeerd worden als de Tempel van Hephaistos en Athene op grond van de beschrijving van Pausanias (1, 14, 6), die schrijft dat er een tempel van Hephaistos boven de Kerameikos en de Stoa Basileios lag en dat er een standbeeld van de godin Athene bij stond.

## Het gebouw
De tempel is een zogenaamde Dorische peripteros. Dat wil zeggen dat het gehele gebouw is omgeven door een rij Dorische zuilen: aan de korte kanten 6 zuilen (dat heet ‘hexastyl’) en aan de lange kanten 13 zuilen. De zuilen staan om de cella, het eigenlijke heiligdom waarin de godenbeelden hebben gestaan. Deze wordt voorafgegaan door een pronaos (‘voorhuis’) en erachter ligt een opisthodomos (‘achterhuis’). Deze beide hebben twee zuilen tussen hun zijmuren (‘distyl in antis’).
De tempel is geheel gebouwd in marmer, Pentelisch marmer voor het gebouw zelf en Parisch marmer voor de gebeeldhouwde onderdelen.

## Het beeldhouwwerk

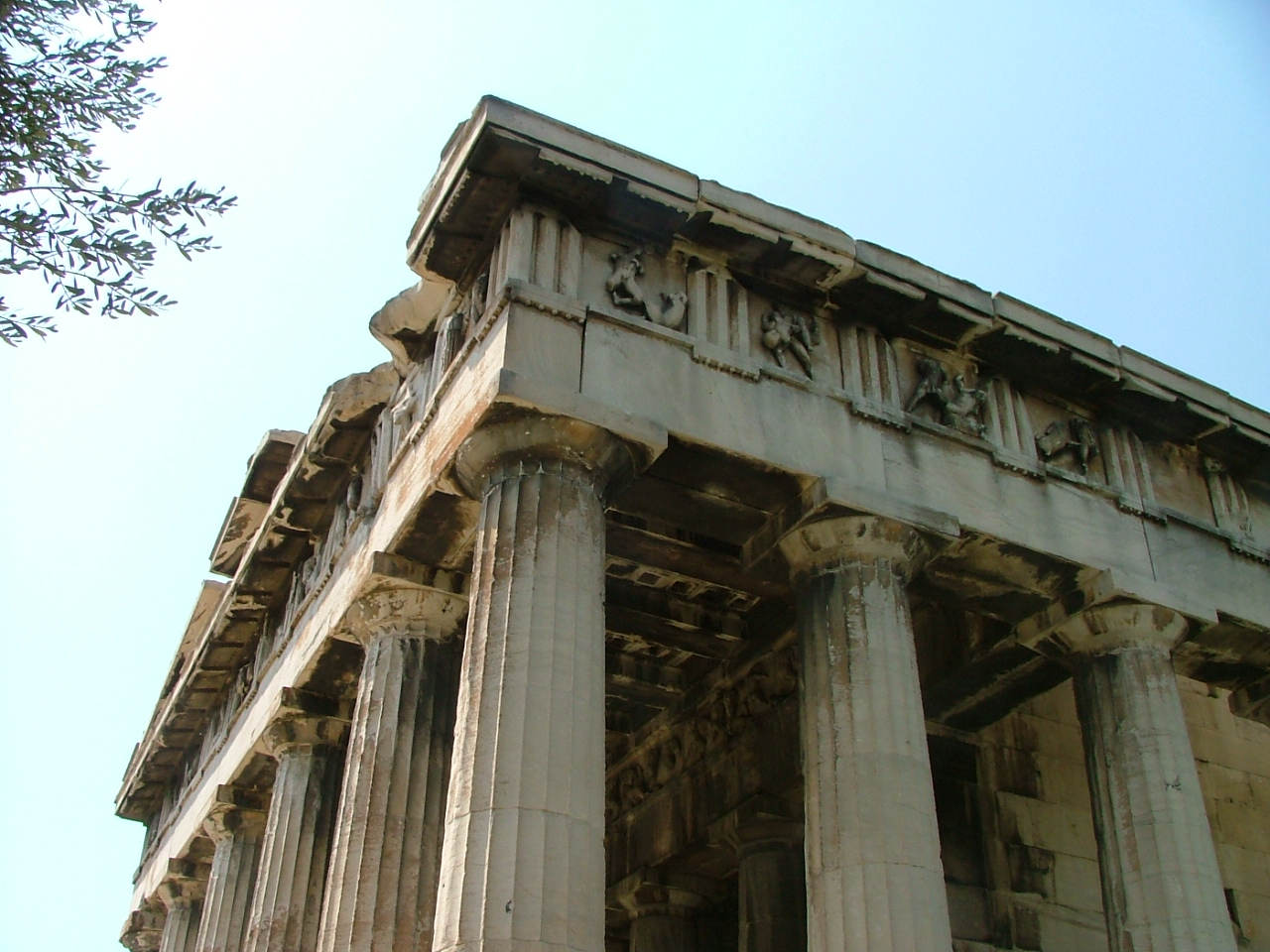
Zuidoosthoek met vier metopen met werken van Theseus

De tien metopen op de oostkant, de voorzijde, laten negen werken van Herakles zien (weggelaten zijn de Augiasstal, de Stymfalische vogels en de Kretenzische stier). Aan de zijkanten zijn alleen aan de oostkant aan weerszijden vier metopen met beeldhouwwerk versierd. Afgebeeld zijn acht werken van Theseus. De overige metopen op de zijkanten zijn leeg. De onderwerpen van het beeldhouwwerk dat in de frontons heeft gestaan is niet goed bekend. Er wordt wel gespeculeerd over een Centauromachie aan de westkant en de apotheose van Herakles aan de oostkant. Enkele fragmenten zijn in het Agora Museum te zien, waarvan een groep van een vrouw die een andere vrouw op haar rug draagt het meest opvallend is.
Ook aan de binnenkant is er beeldhouwwerk. Boven de pronaos loopt een Ionisch fries dat helemaal doorloopt tot aan de zuilen aan de buitenkant van de tempel. Afgebeeld is het gevecht tussen Theseus en de zonen van Pallas in aanwezigheid van zes goden, links: Athene, Hera en Zeus, rechts: Hephaistos, Hippodameia en Poseidon.
Ook boven de opisthodomos is er zo’n fries, al strekt zich dat alleen uit over de breedte van de opisthodomos zelf. Afgebeeld is hier een Centauromachie, waarbij Theseus weer prominent aanwezig is als hij de Lapith Caeneus die in de grond wordt geslagen, te hulp komt.
Twee kalkstenen blokken voor de bronzen cultusbeelden van Hephaistos en Pallas Athene, ca. 420 v.Chr. gemaakt door Alkamenes, zijn in 1936 teruggevonden en teruggeplaatst op hun oorspronkelijke plek. De kleivormen die gebruikt zijn om de beelden te gieten zijn vlak bij de tempel aan het licht gekomen.

## Latere geschiedenis
De tempel is zo goed bewaard doordat hij later als kerk in gebruik is genomen. Dit gebeurde waarschijnlijk in de 7e eeuw, toen er een apsis aan het gebouw werd toegevoegd. Verdere aanpassingen volgden ca. 1300 toen het de Kerk van Ag. Georgios (Sint-Joris) werd. In de vloer van de cella werden graven aangebracht en op de muren bevinden zich nog altijd grafstenen die dateren van 896 tot 1103. De binnenmuren zijn ook bedekt met graffiti en een ‘Stenen kroniek’, een lijst van gebeurtenissen tussen 1555-1800. De laatste kerkdiensten die er gehouden werd waren een Te Deum ter ere van de aankomst van koning Otto I in het tot hoofdstad uitgeroepen Athene op 13 december 1834, en nogmaals een Te Deum precies een eeuw later in 1934. 

## Trivia
- In Sunderland, Engeland, staat een replica: het Penshaw Monument. Deze is ook te vinden in het logo van voetbalclub Sunderland AFC.